# Viticoideae
Viticoideae es una subfamilia de plantas con flores de la familia Lamiaceae.
La subfamilia Viticoideae pertenece, en la actualidad según la APG, a la familia  Lamiaceae. No obstante, anteriormente pertenecía a la familia Verbenaceae y también se consideró de la familia Viticaceae.
Comprende 13 géneros y de 376 a 526 especies, Presentes de manera natural en los trópicos, principalmente en el sureste de Asia y Australia. El género con el mayor número de especies es Vitex (250), seguido por Premna (50 a 200), seguido por otros.
A menudo son arbustos con hojas compuestas y frutas con semillas.

## Géneros
| - Adelosa - Cornutia - Gmelina - Hymenopyramis - Neorapinia - Petitia | - Premna - Paravitex - Pseudocarpidium - Teijsmanniodendron - Tsoongia - Vitex - Viticipremna |